# Sabrina P. Ramet
Sabrina Petra Ramet (Londres, 26 de juny de 1949) és una politòloga estatunidenca d'origen anglès, especialitzada en l'estudi d'Europa de l'Est. Va exercir de professora a l'Escola d'Estudis Internacionals de la Universitat de Washington i ha escrit o editat diverses obres sobre l'Europa de l'Est, de manera que és considerada l'autora més prolífica en anglès sobre l'antiga Iugoslàvia.

## Obra
Entre les seves publicacions es troben:
Autora
- Nationalism and Federalism in Iugoslàvia, 1963-1983 (Indiana University Press, 1984).[2]
- Cross and Commissar: The Politics of Religion in Eastern Europe and the USSR (Indiana University Press, 1987).[3]
- Social Currents in Eastern Europe: The Sources and Meaning of the Great Transformation (Duke University Press, 1991).[7]
- Balkan Babel: Politics, Culture, and Religion in Iugoslàvia (Westview, 1992).[8][lower-alpha 2]
- Whose Democracy? Nationalism, Religion, and the Doctrine of Collective Rights in Post-1989 Eastern Europe (1997).[11]
- Nihil Obstat: Religion, Politics and Social Change in East Central Europe and Russia (Duke University Press, 1998).[12][13]
- Thinking about Iugoslàvia: Scholarly Debats about the Yugoslav Breakup and the Wars in Bòsnia and Kosovo (Cambridge University Press, 2005).[14]
- The Three Yugoslavias: State-Building and Legitimation, 1918-2005 (Indiana University Press, 2006).[15][6]
- The Liberal Project and the Transformation of Democracy: The Case of East Central (Cambridge University Press, 2007).[16]

Editora
- Religion and Nationalism in Soviet and East European Politics (Duke University Press, 1984).[17]
- Eastern Christianity and Politics in the Twentieth Century (Duke University Press, 1988).[4]
- Catholicism and Politics in Communist Societies (Duke University Press, 1990).[18]
- Rocking the State: Rock Music and Politics in Eastern Europe and Russia (Westview Press, 1994).[19]
- Gender Reversals and Gender Cultures: Anthropological and Historical Perspectives (Routledge, 1996).[20]
- The Radical Right in Central and Eastern Europe since 1989 (Pennsylvanis State University Press, 1999).[21]
- Gender Politics in the Western Balkans. Women and Society in Iugoslàvia and the Yugoslav Successor States (Pennsylvania University Press, 1999).[22]
- Croatia since Independence: War, Politics, Society, Foreign Relations. (R. Oldenbourg Verlag, 2008), al costat de Konrad Clewing i Reneo Lukić.[23]
- Central and Southeast European Politics since 1989 (Cambridge University Press, 2010).[24]
- The Bosnian Diaspora: Integration in Transnational Communities (Ashgate, 2011), al costat de Marko Valenta.[25]
- Sèrbia and the Serbs in World War Two (Palgrave Macmillan, 2011), al costat d'Ona Listhaug.[26]
- Bòsnia–Hercegovina since Dayton: civic and uncivic values (Longo Editore, 2013), al costat d'Ona Listhaug.[27]
- Religion and Politics in Post-Socialist Central and Southeastern Europe. Challenges since 1989 (Palgrave Macmillan, 2014).[28]